# William Link
William Theodore Link (n. 15 decembrie 1933, Pennsylvania, SUA – d. 27 decembrie 2020, Los Angeles, California, SUA) a fost un scenarist și producător de televiziune american, care a lucrat adesea în colaborare cu Richard Levinson.

## Viața și cariera
Link s-a născut în orașul Philadelphia din Pennsylvania. El este fiul lui Elsie (născută Roerecke) și a lui William Theodore Link, un distribuitor de materiale textile. Mama lui avea origini germane hughenote. Link a descoperit mai târziu că părinții tatălui său erau evrei. Nepoata lui Link, Amy, a examinat o valiză pe care William Theodore Link i-a lăsat-o fiului său, care era păstrată în podul locuinței. Ea a deschis-o în 2011 și a descoperit că se aflau acolo cercetări genealogice realizate de William Theodore Link în timpul celui de-al Doilea Război Mondial. Amy a descoperit că bunicii paterni ai lui Link erau evrei. Link a obținut o diplomă de licență de la Wharton School of Business din cadrul University of Pennsylvania, după care și-a efectuat stagiul militar în Armata Statelor Unite ale Americii în perioada 1956-1958.
William Link și Richard Levinson au început în 1946, în prima lor zi de liceu, o prietenie care s-a întins pe durata a 41 de ani. Ambii erau fani ai lui Ellery Queen încă din copilărie și aveau pasiunea de a rezolva mental cazuri detectivistice, pasiune care se va reflecta în activitatea lor. Făceau trucuri magice și ceilalți elevi le-au spus în mod repetat că ar trebui să se întâlnească. Au început la scurt timp să colaboreze la scrierea de povestiri. Ei au vândut prima lor povestire, „Whistle While You Work”, revistei Ellery Queen Mystery Magazine, care a publicat-o în numărul din noiembrie 1954. Au colaborat la scrierea scenariilor și uneori la producerea unor episoade ale serialelor de televiziune Columbo, Mannix, Ellery Queen și Verdict crimă.
De asemenea, ei au colaborat la mai multe filme de televiziune, printre care The Gun, My Sweet Charlie, That Certain Summer, The Judge and Jake Wyler, The Execution of Private Slovik, Charlie Cobb: A Nice Night for a Hanging, Rehearsal for Murder, Guilty Conscience și Blacke's Magic; ultimul, în care au jucat Hal Linden și Harry Morgan, a fost dezvoltat, de asemenea, într-un serial TV de scurtă durată. Cei doi parteneri au colaborat, de asemenea, la două filme de lung metraj, The Hindenburg (1975) și Rollercoaster (1977). Alte colaborări pentru micul ecran au inclus un episod al emisiunii The Alfred Hitchcock Hour intitulat „Day of Reckoning” (difuzat în premieră la 22 noiembrie 1962), care a fost inspirat dintr-un roman al lui John Garden. Echipa folosit ocazional pseudonimul Ted Leighton, mai ales la filmul de televiziune Ellery Queen: Don't Look Behind You (unde textele lor au fost rescrise substanțial de alți scenariști) și la serialul de televiziune Columbo, atunci când au venit cu povestiri care au fost scenarizate de colaboratorii lor.
După moartea bruscă a lui Levinson în 1987, Link și-a continuat cariera de scenarist și de producător de televiziune. În 1991, în semn de omagiu pentru Levinson, el a scris scenariul filmului de televiziune The Boys (1991), cu James Woods și John Lithgow. El este un colaborator frecvent la reviste specializate pe ficțiunea detectivistică ca Ellery Queen Mystery Magazine și Alfred Hitchcock's Mystery Magazine. Activitatea sa de televiziune de după moartea lui Levinson include serialul The Cosby Mysteries (1994-1995), cu Bill Cosby. Link a fost, de asemenea, consultant scenaristic executiv al serialului SF-polițist de lungă durată Probe în 1988.
În 1979 Levinson și Link au primit un premiu Edgar special al Mystery Writers of America pentru activitatea lor la serialele Ellery Queen și Columbo. În cursul anilor 1980 au câștigat de trei ori Premiul Edgar pentru cel mai bun film sau miniserial de televiziune, iar în 1989 au obținut premiul Ellery Queen al Mystery Writers of American, acordat cuplurilor de autori de literatură detectivistică. În noiembrie 1995 au fost aleși împreună în Television Academy Hall of Fame.
În 2002 William Link-ul a fost numit președinte al Mystery Writers of America. El este unul dintre puținii scenariști de televiziune care au avut parte de această onoare.
În 2010 editura specializată în cărți polițiste Crippen &amp; Landru a lansat The Columbo Collection, o carte cu o duzină de povestiri originale despre locotenentul Columbo, toate scrise de Link.
William Link Theatre din campusul California State University din Long Beach poartă numele lui Link în semn de onoare pentru activitatea lui și pentru donarea de piese.

## Legături externe
- Site web oficial
- William Link la Internet Movie Database
- „Bringing Columbo to the Printed Page”, de J. Kingston Pierce, The Rap Sheet
- Archive of American Television Interview with William Link